# Stenaster
Stenaster is een geslacht van uitgestorven stekelhuidigen, dat leefde tijdens het Ordovicium.

## Beschrijving
Deze zeester had een lichaam met vijf korte armen en een tamelijk brede centrale schijf. De ambulacrale platen waren breed en lagen uitgespreid over de gehele armbreedte. De normale diameter bedroeg ongeveer vier centimeter.

## Verwantschap
Het is niet duidelijk in welke orde dit geslacht moet worden geplaatst. De ene groep vindt plaatsing bij de slangsterren aan de orde, de andere groep ziet het geslacht als echte zeesterren.